# Уршулін (Козеницький повіт)
Уршулін (пол. Urszulin) — село в Польщі, у гміні Маґнушев Козеницького повіту Мазовецького воєводства.
Населення — 16 осіб (2011).
У 1975-1998 роках село належало до Радомського воєводства.

## Демографія
Демографічна структура станом на 31 березня 2011 року:
|          | Загалом | Допрацездатний вік | Працездатний вік | Постпрацездатний вік |
| -------- | ------- | ------------------ | ---------------- | -------------------- |
| Чоловіки | 7       | 2                  | 4                | 1                    |
| Жінки    | 9       | 2                  | 6                | 1                    |
| Разом    | 16      | 4                  | 10               | 2                    |